# Anacampta rupicola
Anacampta rupicola é uma espécie do gênero Anacampta.  

## Taxonomia
A espécie foi descrita em 1937 por Friedrich Markgraf. 